# Пинчот, Гиффорд
Гиффорд Пинчот (англ. Gifford Pinchot; 11 августа 1865 года, Симсбури (англ. Simsbury), Коннектикут, США — 4 октября 1946 года, Пайк, Пенсильвания, США) — американский лесник, политик и чиновник; член Национальной лесной комиссии, основанной Национальной академией наук (1896); первый руководитель Лесной службы США (англ. United States Forest Service) с 1905 года до 1910 года; создатель и первый президент Национальной ассоциации охраны природы (1910—1925); основатель вместе с другом Генри Грейвсом Школы лесного управления при Йельском университете, где преподавал с 1903 по 1936 год; губернатор штата Пенсильвания (1923—1927 и 1931—1935); большую часть жизни состоял членом Республиканской партии США, хотя на короткий период становился членом Прогрессивной партии; в последние годы жизни был советником президента Франклина Рузвельта.
Пинчот известен реформированием сферы управления и развития лесов в США и своей пропагандой сохранения, планируемого использования и восстановления природных ресурсов, которые он называл «искусством разностороннего использования лесных продуктов на пользу человека».
Пинчот ввёл термин «этика сохранения» («консервационная этика» — англ. conservation ethic) по отношению к природным ресурсам.
Он был первым, кто научно обосновал и продемонстрировал практичность и экономическую выгоду управления лесами с непрерывной рекультивацией, выведя сферу сохранения лесов в один из основных приоритетов США.
Был сторонником общенационального федерального подхода к использованию природных ресурсов, в то время как оппоненты предлагали либо региональный подход, либо свободу частного предпринимательства.
В его честь названы памятники природы — Национальный парк Гиффорда Пинчота (англ. Gifford Pinchot State Park) Национальный лес Гиффорда Пинчота (англ. Gifford Pinchot National Forest).